# كلوديوصور
كلوديوصور (الاسم العلمي:†Claudiosaurus) هو جنس منقرض من الزواحف ثنائية الأقواس من تشكيل سكامينا البرمي من حوض موروندافا في مدغشقر..